# Молодіжна збірна Еритреї з футболу
Молодіжна збірна Еритреї з футболу — національна молодіжна футбольна збірна Еритреї, що складається із гравців віком до 20 років. Вважається основним джерелом кадрів для підсилення складу основної збірної Еритреї. Керівництво командою здійснює Еритрейська національна футбольна федерація.
Команда має право участі у Молодіжному чемпіонаті Африки, у випадку успішного виступу на якому може кваліфікуватися на молодіжний чемпіонат світу до 20 років. Також може брати участь у товариських і регіональних змаганнях.